# Festival Internacional de Cine de Cannes de 1977
El 30º Festival Internacional de Cine de Cannes se celebró entre el 13 al 27 de mayo de 1977. La Palma de Oro fue otorgada a Padre Padrone de los Hermanos Taviani.
El festival se abrió con La stanza del vescovo, dirigida por Dino Risi y se cerró con Slap Shot, dirigida por George Roy Hill.
En 1977 se introdujo una nueva sección no competitiva, "Le Passé composé", enfocada a compilaciones. Esta sección, juntamente con la de años anteriores "Les Yeux fertiles" y "L'Air du temps", fueron integrados en Un Certain Regard en 1978.

## Jurado

### Competición principal

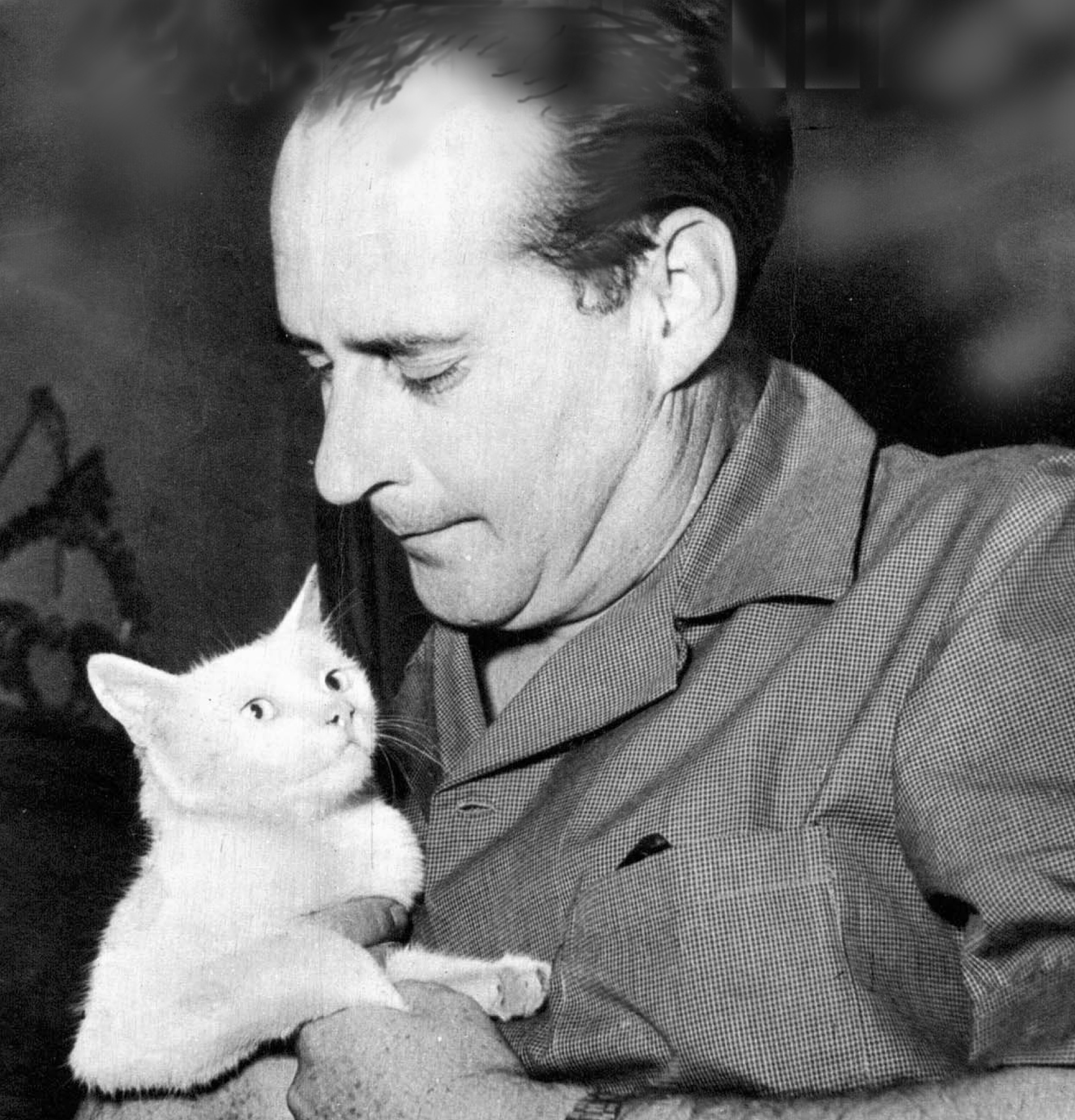
Roberto Rossellini, presidente del jurado

Las siguientes personas fueron nominadas para formar parte del jurado de la competición principal en la edición de 1977:
- Roberto Rossellini (Italia) Presidente
- N'Sougan Agblemagnon (autor)
- Anatole Dauman (Francia)
- Jacques Demy (Francia)
- Carlos Fuentes (México)
- Benoîte Groult (Francia)
- Pauline Kael (USA) (periodista)
- Marthe Keller (Suiza)
- Iuri Ozerov (URSS)

## Selección oficial

### En competición – películas
Las siguientes películas compitieron por la Palma de Oro:
- 3 Women de Robert Altman
- Der Amerikanische Freund de Wim Wenders
- Un borghese piccolo piccolo de Mario Monicelli
- Kičma de Vlatko Gilic
- Bang! de Jan Troell
- Black Joy de Anthony Simmons
- Camino a la gloria de Hal Ashby
- Budapesti mesék de István Szabó
- Car Wash de Michael Schultz
- Los duelistas de Ridley Scott
- Elisa, vida mía de Carlos Saura
- Gruppenbild mit Dame de Aleksandar Petrović
- Oi kynigoi de Theodoros Angelopoulos
- Ifigéneia de Michael Cacoyannis
- J.A. Martin Photographer de Jean Beaudin
- La dentellière de Claude Goretta
- Le camion de Marguerite Duras
- Padre Padrone de los Hermanos Taviani
- Un taxi malva de Yves Boisset
- La Communion solennelle de René Féret
- Una giornata particolare de Ettore Scola
- Le Vieux pays où Rimbaud est mort de Jean Pierre Lefebvre
- Podranki de Nikolai Gubenko

### Películas fuera de competición
Las siguientes películas fueron elegidas para ser proyectadas fuera de competición:
- Aïda de Pierre Jourdan
- All This and World War II de Susan Winslow (EE. UU.)
- Beethoven - Tage aus einem Leben de Horst Seemann (RFA)
- La Bible de Marcel Carné (Francia) (documental)
- La stanza del vescovo de Dino Risi (Italia, Francia)
- Black Shadows On a Silver Screen de Ray Hubbard (EE. UU.)
- Bogart de Marshall Flaum (USA)
- Camelamos Naquerar (curt) de Miguel Alcobendas (España)
- Carrara de Christian Paureilhe (Francia)
- Catherine de Paul Seban (Francia)
- The Children of Theatre Street (doc.) de Robert Dornhelm (EE. UU.)
- Cine Folies (documental) de Philippe Collin (França)
- Un Cuore Semplice de Giorgio Ferrara (Itàlia)
- Queridísimos verdugos de Basilio M. Patino (España)
- Des femmes et des nanas de Jean Pierre Marchand (Francia)
- Il gabbiano de Marco Bellocchio (Italia)
- Ha-Gan de Victor Nord (Israel)
- Harlan County, USA (doc.) de Barbara Kopple (EE. UU.)
- Heinrich Von Kleist de Helma Sanders-Brahms (RFA)
- Les Lieux d'une fugue de Georges Perec (Francia) (corto)
- Life Goes to the Movies (doc.) de Mel Stuart (EE. UU.)
- Mais qu'est ce qu'elles veulent? (doc.) de Coline Serreau
- Meanwhile Back at the Ranch de Richard Patterson (EE. UU.)
- Moi Tintin (doc.) de Gérard Valet, Henri Roanne (Francia, Bélgica)
- Mozart - Aufzeichnungen Einer Jugend de Klaus Kirschner (RFA)
- El mundo de Pau Casals de Jean Baptiste Bellsolell (España)
- The Naked Civil Servant de Jack Gold (U.K.)
- News from Home de Chantal Akerman (Francia)
- One Man de Robin Spry (Canadà)
- Paradistorg de Gunnel Lindblom (Suecia)
- The Passionate Industry (doc.) de Joan Long (Australia)
- The Pictures That Moved (doc.) de Paul Andersen (Australia)
- Le Portrait de Dorian Gray de Pierre Boutron (Francia)
- Pumping Iron (doc.) de George Butler, Robert Fiore (EE. UU.)
- Le ragioni del successo de Luca Verdone (Italia)
- Raoni (doc.) de Jean-Pierre Dutilleux (França, Bèlgica, Brasil)
- Rhinoceros (película) de Tom O'Horgan (EE. UU., U.K., Canadá)
- Le Roi Pelé (doc.) de François Reichenbach (Francia)
- San Gottardo de Villi Hermann (Suiza)
- Scott Joplin (película) de Jeremy Paul Kagan (EE. UU.)
- Slap Shot de George Roy Hill (EE. UU.)
- That's Action de G. David Schine (EE. UU.) (documental)
- Torre Bela de Thomas Harlan (Italia - Portugal)
- An Unfinished Piece for Mechanical Piano de Nikita Mikhalkov (URSS)
- La vie au ralenti de Jean-Christophe Rose (Francia)

### Cortometrajes en competición
Los siguientes cortometrajes competían para la Palma de Oro al mejor cortometraje:
- Arte tairona de Francisco Norden
- Di Cavalcanti de Glauber Rocha
- Envisage de Peter Foldes
- Küzdök de Marcell Jankovics
- Mao par lui-même de René Viénet
- Rumble de Jules Engel
- Stille Post de Ivan Steiger

## Secciones paralelas

### Semana Internacional de la Crítica
Las siguientes películas fueron elegidas para ser proyectadas en la Semana de la Crítica (16º Semaine de la Critique):
Películas en competición
- Чуй петела de Stefan Dimitrov (Bulgaria)
- Fremd bin ich eingezogen de Titus Leber (Austria)
- Jun de Hiroto Yokoyama (Japón)
- Northern Lights de John Hanson, Rob Nilsson (Estados Unidos)
- La Rabi de Eugeni Anglada (España)
- Les Servantes du bon dieu de Diane Létourneau (Canadá)
- Sayehaye bolande bad de Bahman Farmanara (Irán)

### Quincena de Realizadores
Las siguientes películas fueron elegidas para ser proyectadas en la Quincena de Realizadores de 1977 (Quinzaine des Réalizateurs):
Películas
- 25 de Jose Celso Correa y Celso Luccas (Mozambique)
- Aftenlandet de Peter Watkins (Dinamarca)
- Ceddo de Ousmane Sembene (Senegal)
- Les enfants du placard de Benoît Jacquot (Francia)
- Le diable probablement de Robert Bresson (Francia)
- Erasmus Montanus Eller Jorden er flad de Henrik Stangerup (Dinamarca)
- Fuera de Aquí! de Jorge A. Sanjinés (Ecuador)
- Gizmo! de Howard Smith (EE. UU.)
- La Historia Me Absolverá de Gaetano Pagano (Suecia)
- Soleil des hyènes de Ridha Behi (Países Bajos - Túnez)
- Les indiens sont encore loin de Patricia Moraz (Francia - Suiza)
- Kilenc hónap de Marta Meszaros (Hungría)
- Continuar a Viver (doc.) de António da Cunha Telles (Portugal)
- La muerte de Sebastián Arache y su pobre entierro de Nicolas Sarquis (Argentina)
- Långt borta och nära de Marianne Ahrne (Suecia)
- Nós por cá Todos Bem de Fernando Lopes (Portugal)
- Ors Zein de Khaled Siddik (Kuwait - Sudán)
- Chinois, encore un effort pour être révolutionnaires (doc.) de René Vienet (Francia)
- Prata Palomares de André Faria (Brasil)
- Why Shoot the Teacher? de Silvio Narizzano (Canadá)
- Stunde Null de Edgar Reitz (RFA)

Cortometrajes
- Claude Chauvy, l'art du tournage en bois de Jean-Pierre Bonneau (Francia)
- Eggs de John Hubley (EE. UU.)
- Hors-jeu de Georges Schwisgebel (Suiza)
- Nyhtes de Georges Katakouzinos (Grecia)
- Sauf dimanches et fêtes de François Ode (Francia)
- Windy Day de John Hubley, Faith Hubley (Estados Unidos)

## Premios

### Premios oficiales

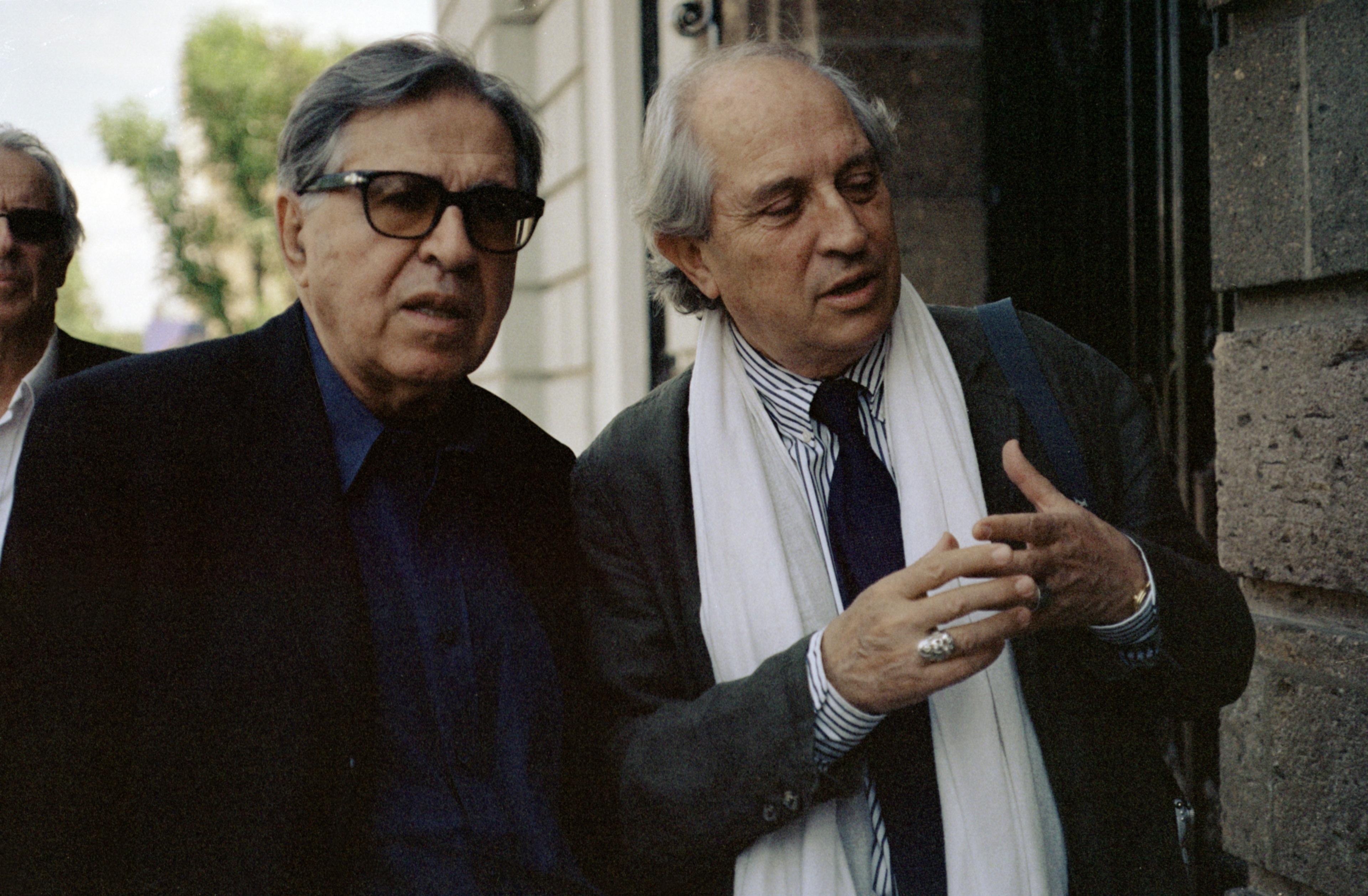
Paolo Taviani co nVittorio Storaro

Los galardonados en las secciones oficiales de 1977 fueron:
- Palma de Oro: Padre Padrone de Paolo y Vittorio Taviani
- Mejor actriz: 
  - Shelley Duvall por 3 Women
  - Monique Mercure por J.A. Martin photographe
- Mejor actor: Fernando Rey por Elisa, vida mía
- Premio al primer trabajo: Los duelistas de Ridley Scott (Unanimidad)
- Premio a la mejor música: Norman Whitfield por Car Wash

'Cortometrajes
- Palma de Oro al mejor cortometraje: Küzdök de Marcell Jankovics
- Premio del jurado: Di Cavalcanti de Glauber Rocha

### Premios independentes
Premios FIPRESCI
- - Padre Padrone de Hermanos Taviani (En competición)
  - Kilenc hónap de Marta Meszaros (Quincena de Realizadores)

Commission Supérieure Technique
- Gran Premio Técnico: Car Wash de Michael Schultz

Jurado Ecuménico
- Premio del Jurado Ecuménico: 
  - La dentellière de Claude Goretta[15]
  - J.A. Martin photographe de Jean Beaudin[16]

## Media
- INA: Apertura del festival de 1977 (en francés)
- INA: Valoración del festival de Cannes de 1977 (entrevista a France Roche en francés)
- INA: Reacciones de los críticos (en francés)